# Nepenthes singalana
Nepenthes singalana är en tvåhjärtbladig växtart som beskrevs av Odoardo Beccari. Nepenthes singalana ingår i släktet Nepenthes och familjen Nepenthaceae. Inga underarter finns listade i Catalogue of Life.

## Bildgalleri

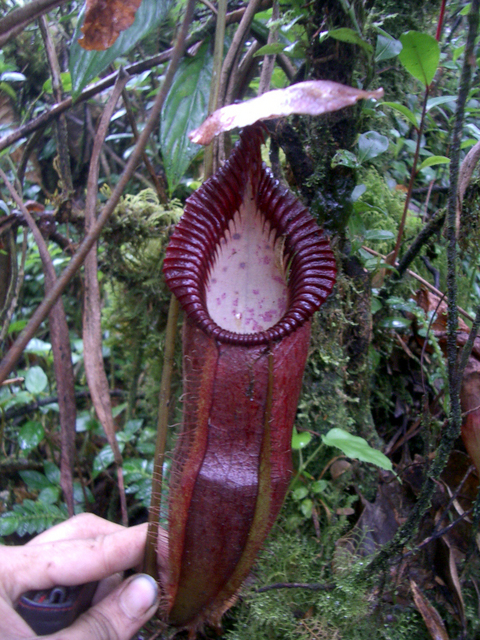
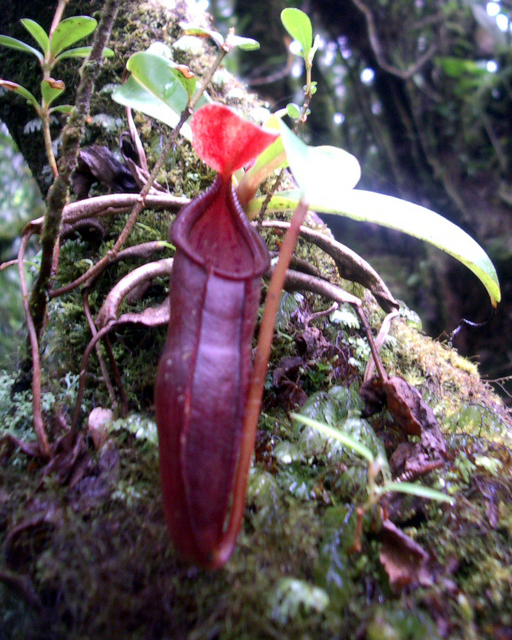
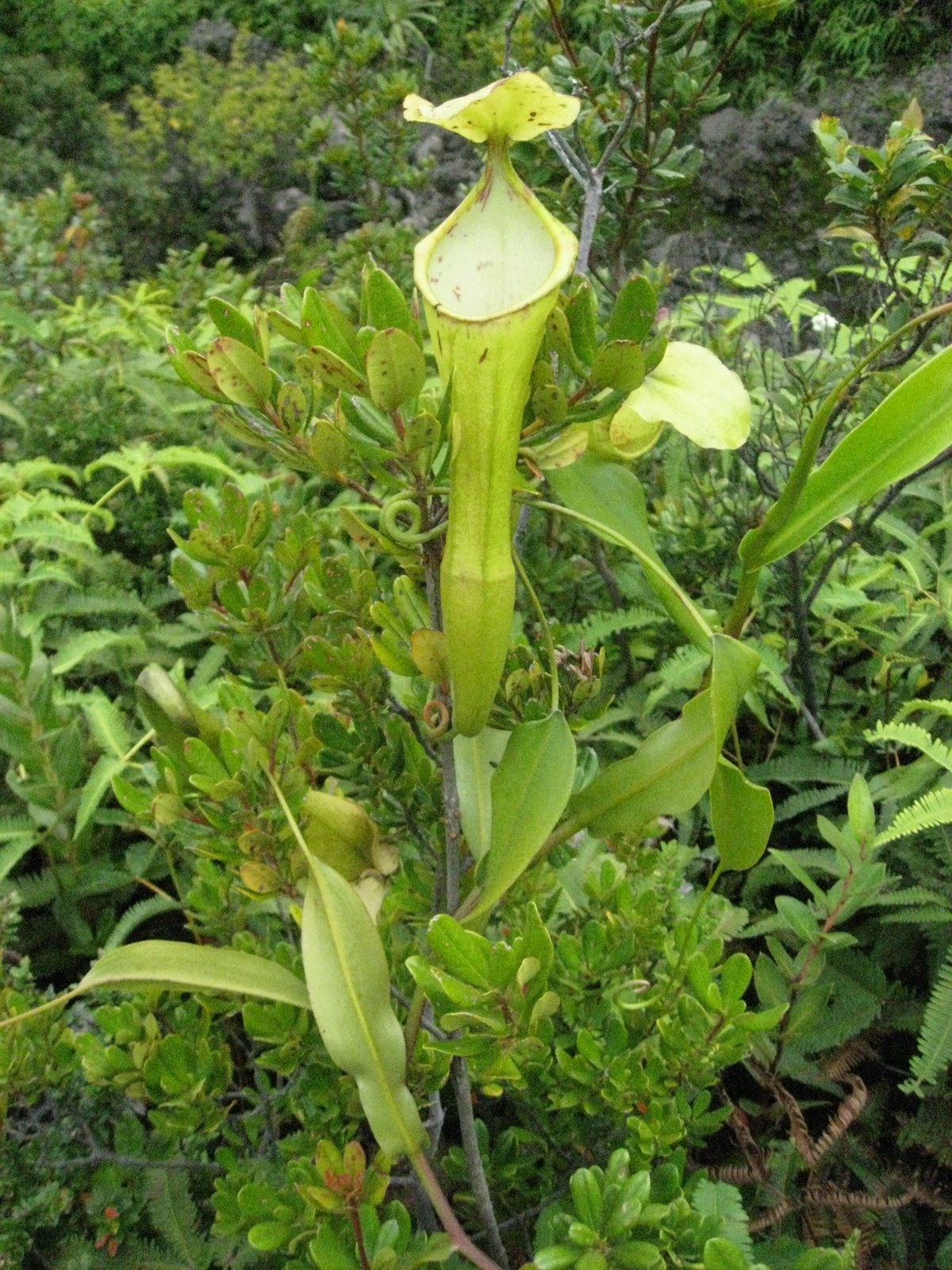
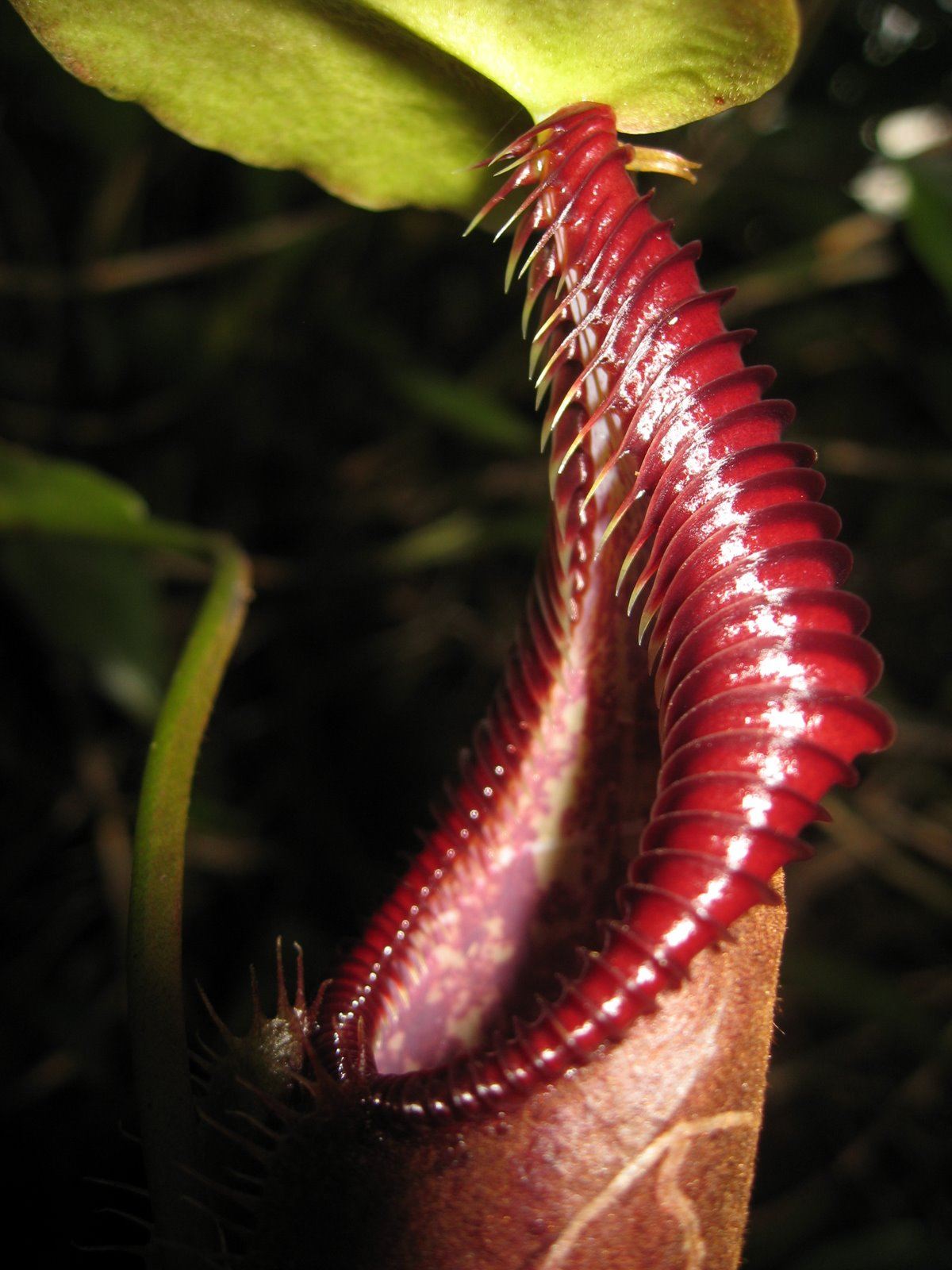
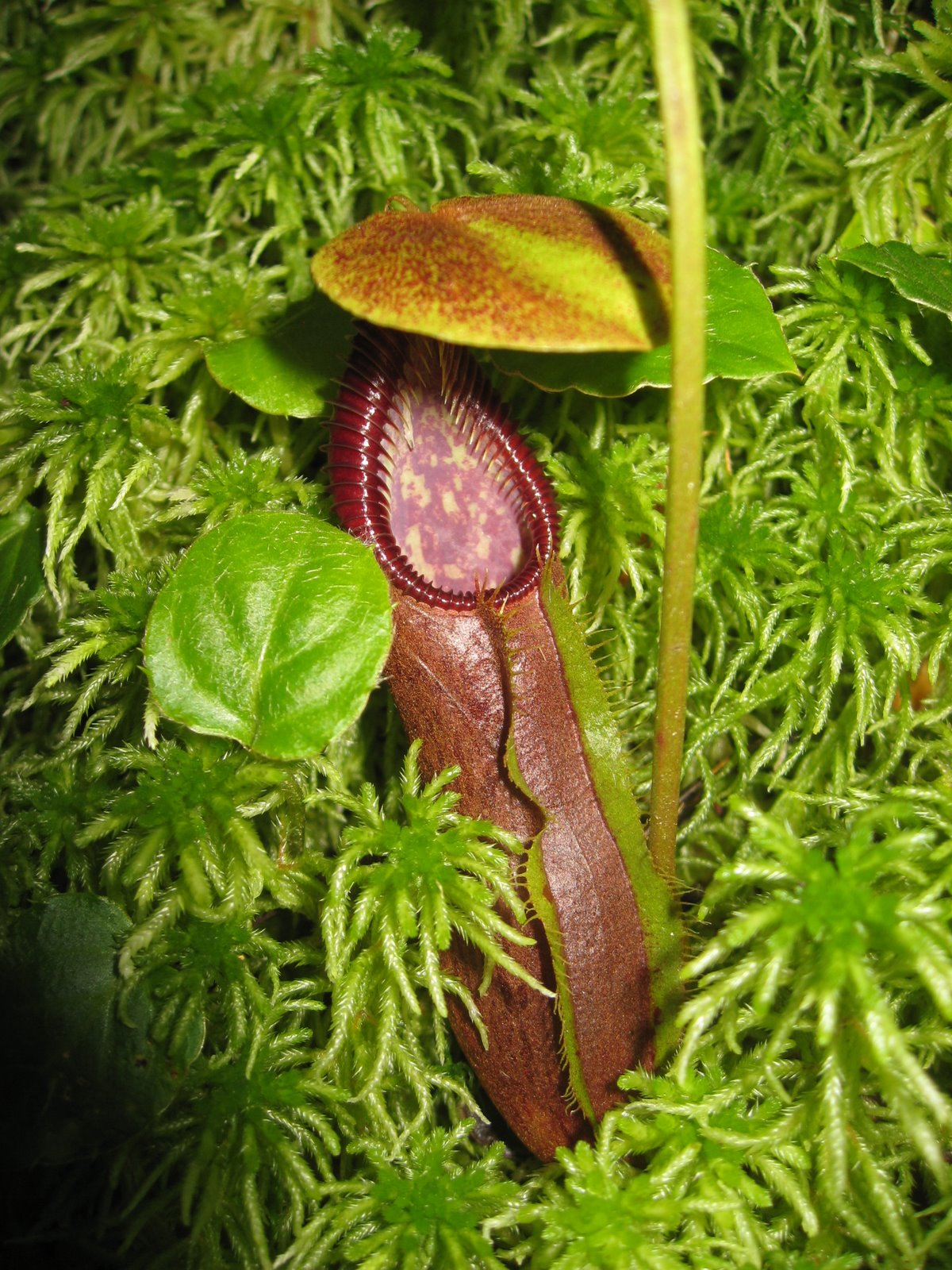
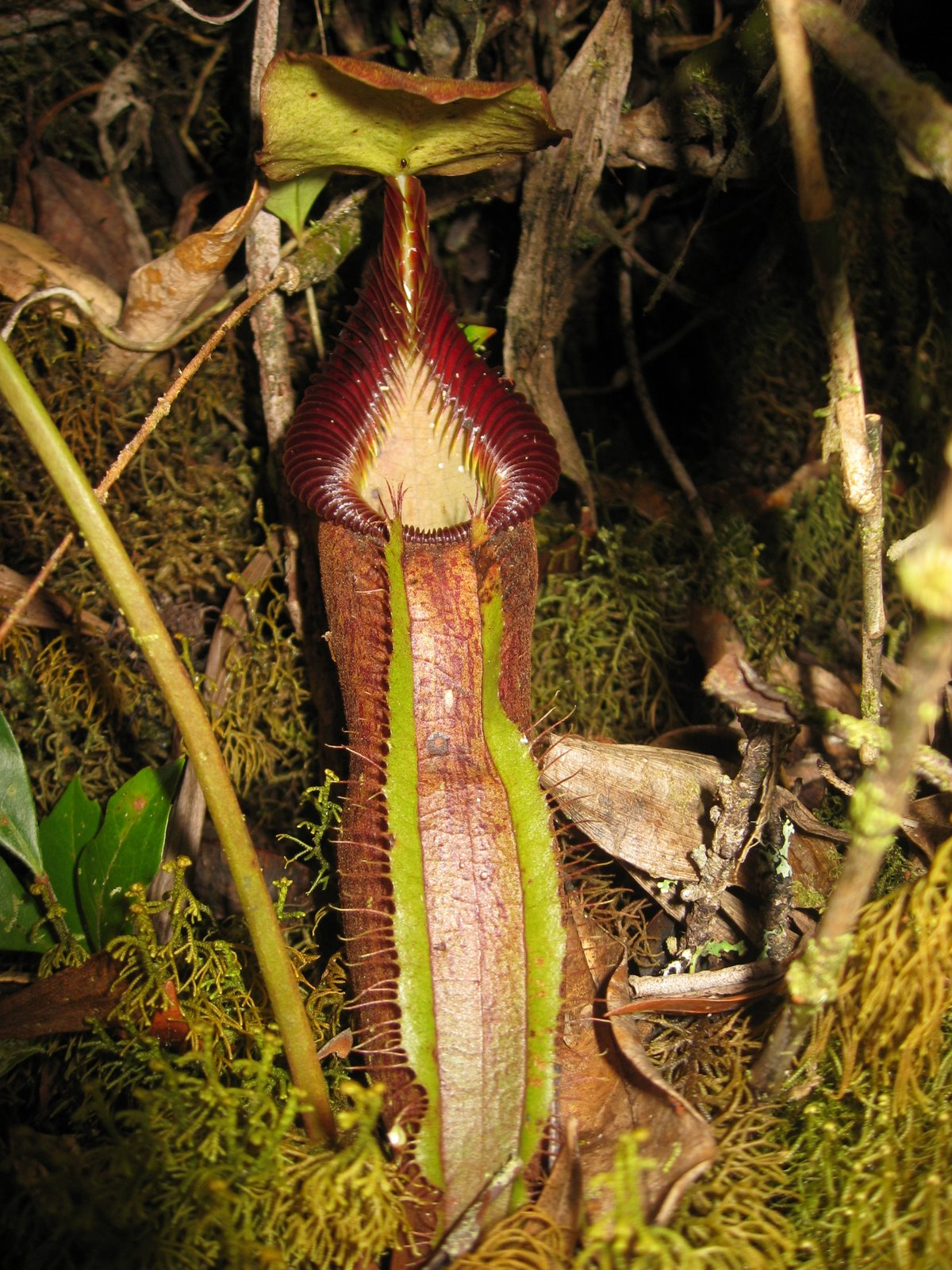